# Colours (album d'Ayumi Hamasaki)
Pour les articles homonymes, voir Colours.
Albums de Ayumi Hamasaki
LOVE again
(2013) A ONE
(2015)
Lives par Ayumi Hamasaki
ayumi hamasaki 15th Anniversary TOUR 〜A BEST LIVE〜
(2013)
Singles
Colours est le 15e album original de Ayumi Hamasaki sorti sous le label avex trax, en excluant mini-albums, compilations, et remix.

## Présentation
L'album sort le 2 juillet 2014 au Japon sous le label avex trax ; il sort plus d'un an après le précédent album original complet de la chanteuse, LOVE again sorti en février 2013. Il atteint la 5e place du classement des ventes de l'Oricon. Il se vend à 39 295 exemplaires la première semaine et reste classé dix semaines pour un total de 53 406 exemplaires vendus.
L'album contient 10 pistes. Hello new me et Pray étaient déjà sorties en single digital, tandis que XOXO et Terminal ont été dévoilés sur un single spécial disponible uniquement lors du concert « ayumi hamasaki PREMIUM SHOWCASE 〜Feel the love〜 » qui a eu lieu le 30 mai 2014 à Nagoya. Feel the love et Merry-go-round sont sortis le 25 décembre 2013 sur le single Feel the love / Merry-go-round.
L'album sort en cinq formats, avec des pochettes différentes : en CD seul, en CD+DVD ou CD+Blu-ray (avec un DVD ou un Blu-ray en supplément contenant les clips vidéo de quatre des titres et leurs making-of), en CD+DVD+Milena's Boutique aroma candle (Plumeria) ou CD+Blu-ray+Milena's Boutique aroma candle (Plumeria) (incluant en supplément deux pistes sur le DVD ou le Blu-ray), les deux dernières éditions sont réservés à la TeamAyu et au mu-mo shop.

## Liste des titres
Toutes les paroles sont écrites par Ayumi Hamasaki.
| 1.  | Feel the love        |  |
| 2.  | XOXO                 |  |
| 3.  | What is forever love |  |
| 4.  | Hello new me         |  |
| 5.  | Pray                 |  |
| 6.  | Terminal             |  |
| 7.  | Angel                |  |
| 8.  | Merry-go-round       |  |
| 9.  | Lelio                |  |
| 10. | NOW & 4EVA           |  |

| 1.  | Feel the love (Video Clip) |  |
| 2.  | XOXO (Video Clip) |  |
| 3.  | Angel (Video Clip) |  |
| 4.  | Merry-go-round (Video Clip) |  |
| 5.  | Lelio (Video Clip) |  |
| 6.  | Feel the love (Making Clip) |  |
| 7.  | XOXO (Making Clip) |  |
| 8.  | Angel (Making Clip) |  |
| 9.  | Merry-go-round (Making Clip) |  |
| 10. | Lelio (Making Clip) |  |
| 11. | Producer participation, PV comment movie by director (édition Team Ayu seulement) (参加プロデューサー、PV監督によるコメントムービー) |  |
| 12. | A interview (édition Team Ayu seulement)                                                                                             |  |